# Farlington
Farlington är en ort och civil parish i Storbritannien.   Den ligger i grevskapet North Yorkshire och riksdelen England, i den centrala delen av landet, 290 km norr om huvudstaden London. Farlington ligger 38 meter över havet och antalet invånare är 124.
Terrängen runt Farlington är platt, och sluttar söderut. Runt Farlington är det ganska tätbefolkat, med 239 invånare per kvadratkilometer. Närmaste större samhälle är York, 15,9 km söder om Farlington. Trakten runt Farlington består till största delen av jordbruksmark.